# هيئة الصحفيين السعوديين
هيئة الصحفيين السعوديين أُنشئت هيئة الصحفيين السعوديين وشُكّل أعضاء مجلس إدارتها في دورتها الأولى عام 2005. ومقرها في العاصمة الرياض، وجاء تأسيسها لخدمة الأهداف المهنية للصحفيين في المملكة العربية السعودية بموجب المادة (27) من نظام المؤسسات الصحفية الصادر بالمرسوم الملكي رقم (م/20) بتاريخ 1422/5/8هـ، باسم (هيئة الصحفيين السعوديين)، وتمارس مسؤولياتها ضمن الأنظمة السارية في المملكة، وهي ذات شخصية اعتبارية وذمة مالية مستقلة، لا تسعى في أعمالها إلى تحقيق الربح، ولا يعد اتباعها الضوابط التجارية لتحقيق ناتج مالي يسهم في تحقيق أغراضها نشاطا مخالفا لذلك. 

## تاريخ هيئة الصحفيين السعوديين
خلال اجتماع الجمعية العمومية لهيئة الصحفيين السعوديين في مدينة الرياض الذي عُقد في ديسمبر 2018 أعلن تغيير مسمى الهيئة إلى «اتحاد الصحفيين السعوديين».
في 28 يناير 2024م انتُخب عضوان الأحمري رئيسًا لمجلس إدارة هيئة الصحفيين السعوديين.
في 21 فبراير 2025م دشنت «هيئة الصحفيين السعوديين» هويتها الجديدة.

## أهداف هيئة الصحفيين السعوديين
- الارتقاء بمهنة الصحافة وحفظ مصالحها وحقوقها، والسعي إلى نشر ثقافة حرية التعبير وفق الثوابت المعمول بها.
- المحافظة على مصالح وحقوق المنتسبين لها الأدبية والنظامية في داخل المملكة وخارجها.
- تمثيل الصحفيين السعوديين في الجهات الرسمية والهيئات المهنية داخل المملكة وفي المؤسسات المعنية بشؤون الصحفيين خارج المملكة.
- رفع كفاءة الحقوق المالية والإدارية، والحيلولة دون تعرض الصحفيين لضغوطات من أصحاب العمل.
- تطوير العاملين بالصحافة السعودية من خلال الدورات التدريبية أو ورش العمل أو أو البعثات الداخلية أو الخارجية عامة.
- إشراك الصحفيين في الاجتماعات العامة والمجالس البلدية ومجالس المناطق ومجلس الشورى، بالإضافة للاتحادات والنوادي والجمعيات وغيرها من المؤسسات العامة.
- وتشجع الهيئة التخصص المهني للأعضاء كما توفر التدريب اللازم لهذه التخصصات.
- السعي لحفظ حقوق الأعضاء في حالات الفصل التعسفي أو المرض أو العجز، والعمل على توفير العمل الصحفي المناسب للأعضاء العاطلين عن العمل.[4]

## شروط العضوية
تمنح الهيئة حق التقدم بطلب الانتساب إليها لكل من يمارس العمل الصحفي مع ضرورة استيفائه للشروط حسب الفئات التالية:

### 1- العضو المتفرغ
- أن يكون الصحفي السعودي متفرغ للعمل الصحفي.
- أن يكون معتمدًا ومتفرغًا مراسلاً أو مدير مكتب بموجب اتفاق خطي لأي من الوسائل الإعلامية المحلية وغير المحلية مقابل راتب ثابت ولا يمارس مهنة أخرى.
- أن تكون الوسيلة الإعلامية التي يعمل بها مستوفية لشروط المهنة الصحفية وفنون التحرير الصحفي وعلى رأسها الخبر.

### 2- العضو غير المتفرغ
- يشمل الصحفيين السعوديين الذين يمارسون مهنة الصحافة بشكل جزئي.
- الصحفيين السعوديين الذين يعملون بوظائف حكومية أو غير حكومية وإلى جانبها يمارسون العمل الصحفي.

### 3- العضو المنتسب
- كل صحفي غير سعودي يقيم في المملكة ويعمل في المجال الصحفي بموجب عقد عمل.[5]

## أبرز مهامها
- تغيير المسمى إلى «اتحاد الصحفيين السعوديين» مع تعديل بعض مواد اللائحة الأساسية للهيئة وذلك بإضافة بعض البنود وحذف التي تقيد تحرك المجلس.
- تكوين عدد من اللجان المتخصصة لممارسة العمل ومنها: (لجنة الحريات الصحفية، ولجنة التواصل مع الأعضاء، ولجنة تنمية الموارد).
- أقر المجلس ميثاق شرف للصحفيين السعوديين استناداً على ماهو معمول به في مواثيق الشرف الصحفية الخارجية.
- إنشاء الموقع الإلكتروني.
- أصدرت لجنة الحريات في الهيئة تقاريراً سنوية عن الأوضاع الصحفية في المملكة، عن العام الميلادي 2016 وعام 2017م، وتم تضمين التقريرين في الإصدار السنوي الذي يطلقه الاتحاد العام للصحفيين العرب أثناء احتفال العالم بيوم حرية الصحافة في الرابع من مايو كل عام.
- استمرت الهيئة في ممارسة عملها ضمن فروعها بمدينتي مكة المكرمة، والجبيل.
- توقيع اتفاقيتي تعاون بين الهيئة ومكتبي محاماة لتقديم الخدمات والاستشارات القانونية التي تحمي الصحفيين.
- تنظيم زيارة وفد إعلامي لبرنامج حساب المواطن، والالتقاء بوزير العمل والتنمية الاجتماعية والمشرف العام على برنامج حساب المواطن.
- نظمت لقاءً بوزارة الإعلام في إطار التعاون مع الإعلام الخارجي بين نائب رئيس مجلس الوزراء وزير الإعلام بجمهورية السودان، وبين رئيس وأعضاء مجلس إدارة الهيئة، وبمشاركة عدد من الكتاب.
- التنسيق مع الشركة الوطنية للتوزيع لاستضافت تدشين “صحافة ديلي”، وهي خدمة إلكترونية تقدمها الشركة الوطنية لمن يرغب الاستفادة من خدماتها.[6]